# Список померлих 2009 року

### В Україні
- 25 січня — Валерій Букаєв, народний депутат України, почесний президент футбольного клубу Зоря (Луганськ)
- 3 лютого — Павло Загребельний, класик української літератури
- 27 квітня — Євгенія Семенівна Мірошниченко українська співачка, народна артистка СРСР (1965), лауреат Державної премії України ім. Т. Г. Шевченка
- 8 травня — Ігор Пелих, телеведучий
- 17 травня — Ігор Михайлович Дмитренко, фізик у галузі надпровідності та низькотемпературного матеріалознавства, академік
- 4 червня — Лев Броварський, гравець і тренер «Карпат», рекордсмен за кількістю зіграних матчів
- 6 червня — Валентин Васильович Біблик, директор ХТЗ в 1969-96, заслужений машинобудівник Української РСР, академік Академії інженерних наук України, Герой Соціалістичної Праці, лауреат Державної премії СРСР
- 4 липня — Василь Червоній, народний депутат чотирьох скликань, голова Рівненської облдержадміністрації у 2005-06 роках.
- 4 липня — Богодар Которович, скрипаль і диригент, народний артист України, фундатор і беззмінний керівник Державного камерного ансамблю «Київські солісти»
- 10 липня — Король Ярослава, українська художниця.
- 3 серпня — Сергій Кузьминський, лідер гурту «Брати Гадюкіни»
- 23 серпня — Валентина Сазонова, дизайнер одягу, авторка ляльок, громадський та культурний діяч України
- 29 вересня — Павло Романович Попович, льотчик-космонавт № 4, перший український космонавт, двічі Герой Радянського Союзу
- 28 жовтня — Микола Андрійович Касьян, лікар-остеопат, академік НАН України, заслужений лікар України
- 17 листопада — Микола Володимирович Олялін, актор, народний артист УРСР
- 19 листопада — Безпалків Роман Михайлович, український живописець. Член Національної спілки художників України.

### У світі
- 2 січня — Гуревич Анатолій Маркович, радянський розвідник
- 6 січня — Рон Ештон, гітарист відомої групи «The Stooges», що вважається одною з родоначальниць панк-музики
- 11 січня — Фукуда Сіґео, японський скульптор, графік, один з найцікавіших дизайнерів XX століття
- 12 січня — Клод Беррі, французький кінорежисер
- 14 січня — Ян Каплицький, чеський архітектор
- 15 січня — Вероніка Борисівна Дударова, російський диригент, народна артистка СРСР
- 16 січня — Ендрю Ваєт, американський художник
- 17 січня — Данаї Стратігопулу, грецька співачка в жанрі легка музика, композиторка.
- 18 січня — Григорій Вієру, молдавський поет
- 27 січня — Джон Апдайк, американський письменник, Пулітцерівський лауреат
- 12 лютого — Ед Гротус, американський антиядерний активіст
- 25 лютого — Філіп Хосе Фармер, американський письменник-фантаст
- 7 березня — у віці ста років помер Тулліо Пінеллі, італійський драматург і кіносценарист
- 7 березня — Арлазоров Ян Майорович, російський театральний і естрадний актор
- 7 березня — Дмитро Ілліч Козлов, радянський російський конструктор ракет, двічі Герой Соціалістичної Праці
- 18 березня — Наташа Річардсон, британська актриса.
- 25 березня — Джон Гоуп Франклін, американський історик, піонер афроамериканских досліджень в історичній науці, борець за права негритянського населення
- 29 березня — Моріс Жарр, французький композитор
- 31 березня — Рауль Альфонсин, президент Аргентини з 1983 по 1989
- 7 квітня — Дейв Арнесон, піонер створення рольових комп'ютерних ігор
- 10 квітня — Євген Весник, народний артист СРСР
- 11 квітня — Корін Тейядо, іспанська астурійська письменниця, авторка любовних романів. Занесена до книги рекордів Гіннеса, як найбільш продаваний іспаномовний автор
- 14 квітня — Моріс Дрюон, французький письменник
- 19 квітня — Джеймс Грем Баллард, англійський письменник
- 28 квітня — Катерина Максимова, російська радянська балерина та педагог
- 8 травня — Нінель Кургапкіна, радянська балерина, народна артистка СРСР
- 13 травня — Акілле Компаньоні, італійський альпініст, перший підкорювач (разом з Ліно Лачеделлі) другої вершини світу, Чогорі, 31 липня 1954
- 19 травня — Роберт Френсіс Ферчготт, американський біохімік, лауреат Нобелівської премії з фізіології та медицини 1998 року
- 20 травня — Люсі Гордон, британська акторка та модель.
- 20 травня — Олег Янковський, російський актор і режисер, народний артист СРСР, лауреат Державних премій СРСР і РФ
- 23 травня — Но Му Хен, президент Республіки Корея в 2003–2008
- 3 червня — Коко Тейлор, американська співачка, за унікальний голос названа Королевою блюзу
- 5 червня — Борис Олександрович Покровський, радянський і російський оперний режисер, народний артист СРСР
- 6 червня — Жан Доссе, французький біолог, лауреат Нобелівської премії з фізіології і медицини 1980 року
- 8 червня — Омар Бонго Ондимба, президент Габону у 1967–2009
- 11 червня — Георгій Олександрович Вайнер, радянський і російський письменник і журналіст
- 12 червня — Фелікс Маллум, прем'єр і президент Чада
- 17 червня — Ральф Дарендорф, німецько-британський мислитель і політик-ліберал, соціолог, лорд, єврокомісар
- 20 червня — Євген Федорович Сабуров, російський економіст, політик, поет, драматург. В 1994 — віце-прем'єр-міністр Криму
- 23 червня — Мануель Саваль, мексиканський актор
- 25 червня — Майкл Джексон, популярний американський співак
- 30 червня — Піна Бауш, німецька танцівниця і хореограф
- 1 липня — Людмила Зикіна, російська співачка, народна артистка СРСР
- 4 липня — Лео Мол (Леонід Григорович Молодожанин), канадський скульптор і живописець українського походження
- 6 липня — Василь Аксьонов, російський письменник
- 6 липня — Роберт Стрейндж Макнамара, міністр оборони США у 1961-68, ідеолог війни у В'єтнамі
- 15 липня — Юліус Шульман, американський архітектурний фотограф
- 17 липня — Лешек Колаковський, польсько-британський філософ
- 17 липня — Волтер Кронкайт, американський журналіст і телеведучий.
- 19 липня — Савва Ямщиков, російський реставратор
- 19 липня — Френк Маккурт, американський письменник, лауреат Пулітцерівської премії
- 26 липня — Мерс Каннінгем, американський хореограф, реформатор сучасного танцю
- 30 липня — Петер Цадек, німецький театральний режисер
- 31 липня — Боббі Робсон, англійський футболіст і тренер
- 1 серпня — Корасон Акіно, президент Філіппін в 1986–1992 рр.
- 6 серпня — Джон Г'юз, американський режисер, сценарист і продюсер, що написав сценарій до фільму «Сам удома»
- 13 серпня — Лес Пол, легендарний американський гітарист, новатор в області звукозапису і один з творців електрогітари
- 18 серпня — Кім Де Чжун, колишній президент Республіки Корея і лауреат Нобелівської премії миру
- 18 серпня — Гільдегард Беренс, німецька оперна співачка, одна з найкращих вагнерівських сопрано
- 26 серпня — Едвард Кеннеді, американський політик-демократ, вісім разів обирався сенатором. Наймолодший брат президента США Джона Кеннеді
- 27 серпня — Сергій Володимирович Михалков, російський поет і письменник, автор текстів гімну СРСР (1944, 1977) і Росії (2000)
- 7 вересня — Тетяна Іванівна Устинова, радянський геолог, першовідкривач Долини гейзерів на Камчатці
- 11 вересня — Джим Керролл, американський поет, прозаїк, панк-музикант
- 12 вересня — Віллі Роні, французький фотограф
- 12 вересня — Норман Ернест Борлоуг, американський агроном, «батько Зеленої революції», нобелівський лауреат миру
- 25 вересня — Алісія де Ларроча, іспанська піаністка з Каталонії
- 27 вересня — Дональд Фішер, американський підприємець і філантроп, засновник світової мережі магазинів одягу Gap
- 3 жовтня — Рейнгард Мон, німецький підприємець, творець світової медіа-імперії Bertelsmann
- 3 жовтня — Олександр Басилая, грузинський композитор, художній керівник ансамблю «Іверія»
- 4 жовтня — Мерседес Соса, аргентинська співачка, відома як «голос Латинської Америки»
- 5 жовтня — Ізраїль Мойсейович Гельфанд, єврейський радянський мптематик
- 7 жовтня — Ірвінг Пенн, американський фотограф
- 31 жовтня — Цянь Сюесень, китайський вчений, учасник космічної програми США і основоположник космічної програми Китаю
- 1 листопада — Клод Леві-Строс, французький антрополог, етнограф, соціолог і культуролог
- 3 листопада — Франсиско Аяла, іспанський письменник, перекладач і соціолог
- 8 листопада — Віталій Лазарович Гінзбург, російський фізик, лауреат Нобелівської премії
- 8 листопада — Ігор Старигін, російський актор, найвідоміший за роллю Араміса у стрічці Д'Артаньян та три мушкетери
- 15 листопада — Патріарх Сербський Павло
- 21 листопада — Костянтин Петрович Феоктистов, радянський космонавт і конструктор космічної техніки
- 30 листопада — Мілорад Павич, сербський письменник
- 4 грудня — В'ячеслав Тихонов, радянський російський актор, народний артист СРСР, виконавець ролі Ісаєва-Штірліца
- 13 грудня — Пол Самуельсон, американський економіст, нобелівський лауреат (1970)
- 16 грудня — Єгор Гайдар, російський економіст і політик, міністр і в. о. прем'єр-міністра у 1991—93, ідеолог і керівник ринкових реформ початку 1990-х у Росії, які дістали назву «Шокова терапія»
- 20 грудня — Бріттані Мерфі, американська акторка, співачка та продюсер.
- 26 грудня — Ів Роше, французький підприємець, засновник косметичної корпорації Yves Rocher